# Gareth McAuley
Gareth Gerald McAuley OBE (Larne, 5 december 1979) is een Noord-Iers voormalig voetballer die als centrale verdediger speelde. Hij beëindigde zijn carrière op 30 september 2019, na een seizoen bij Glasgow Rangers. Hij stond onder contract bij West Bromwich Albion van 2011 tot 2018. McAuley speelde meer dan 200 wedstrijden in de hoofdmacht van West Brom en scoorde 17 doelpunten. In 2005 debuteerde hij voor Noord-Ierland, waarvoor hij 80 interlands speelde en 9 keer scoorde.

## Clubcarrière
McAuley, een centrale verdediger die vaak scoorde uit hoekschoppen, kreeg in 2004 een contract aangeboden door het Engelse Lincoln City. Daarvoor speelde hij reeds in Noord-Ierland bij Linfield, Ballyclare Comrades, Crusaders en Coleraine. In 2006 trok de centrumverdediger naar Leicester City. Twee jaar later tekende hij voor Ipswich Town. Op 23 mei 2011 werd bekend dat McAuley een driejarig contract zou tekenen bij West Bromwich Albion. In december 2011 maakte hij zijn eerste doelpunt in de Premier League voor The Baggies tegen Newcastle United. Na het seizoen 2012/13 werd McAuley door zijn eigen supporters uitgeroepen tot speler van het seizoen.

## Interlandcarrière
McAuley  maakte op 4 juni 2005 zijn debuut in het Noord-Iers voetbalelftal, in een oefeninterland tegen Duitsland. Op 12 maart 2009 maakte hij zijn eerste doelpunt voor Noord-Ierland, in een WK-kwalificatiewedstrijd tegen San Marino. McAuley werd in mei 2016 opgenomen in de selectie van Noord-Ierland voor het Europees kampioenschap voetbal 2016 in Frankrijk, de eerste deelname van het land aan een EK. Hierop maakte hij in de tweede groepswedstrijd zelf het eerste Noord-Ierse doelpunt op een Europees kampioenschap tegen Oekraïne. Hij kopte zijn ploeg in de 49ste minuut op een 1–0 voorsprong nadat Oliver Norwood de bal vanuit een vrije trap voor het doel had gebracht. De wedstrijd eindigde in 2–0. McAuley besliste ook de achtste finale, tegen Wales; hij probeerde te verhinderen dat een voorzet van Gareth Bale aanvaller Hal Robson-Kanu bereikte, maar werkte de bal daarbij zelf in het doel. Het was het enige doelpunt van de wedstrijd, waardoor het toernooi voor Noord-Ierland voorbij was. Hij is de oudste doelpuntenmaker op een WK-kwalificatietoernooi. Hij scoorde tegen Azerbeidzjan op 11 november 2016 en was 36 jaar en 341 dagen oud.

## Erelijst
| Irish Cup | 1x | 2002/03 |

## Persoonlijk leven
In december 2019 werd McAuley verheven tot de Orde van het Britse Rijk omwille van zijn inzet voor het Noord-Ierse voetbal.